# Île de la Passe
Die Île de la Passe ist eine der Küste des größten Bezirks des Landes Grand Port vorgelagerte Insel im Südosten von Mauritius.
Die aus Muschelkalk gebildete Insel ist in Nordwest-Südost-Ausdehnung 250 Meter lang, maximal 170 Meter breit, hat eine Größe von vier Hektar und liegt etwa fünf Kilometer vor der Küste vor Mahébourg an der einzigen Öffnung des Korallenriffs, durch die auch größere Schiffe passieren können.
Auf der unbewohnten Insel finden sich Reste einer alten Befestigungsanlage, die die Einfahrt zum Hafen der alten Hauptstadt Grand Port kontrollierte, sie war 1810 Schauplatz der Seeschlacht von Grand Port. Die Anlagen stehen unter Denkmalschutz.

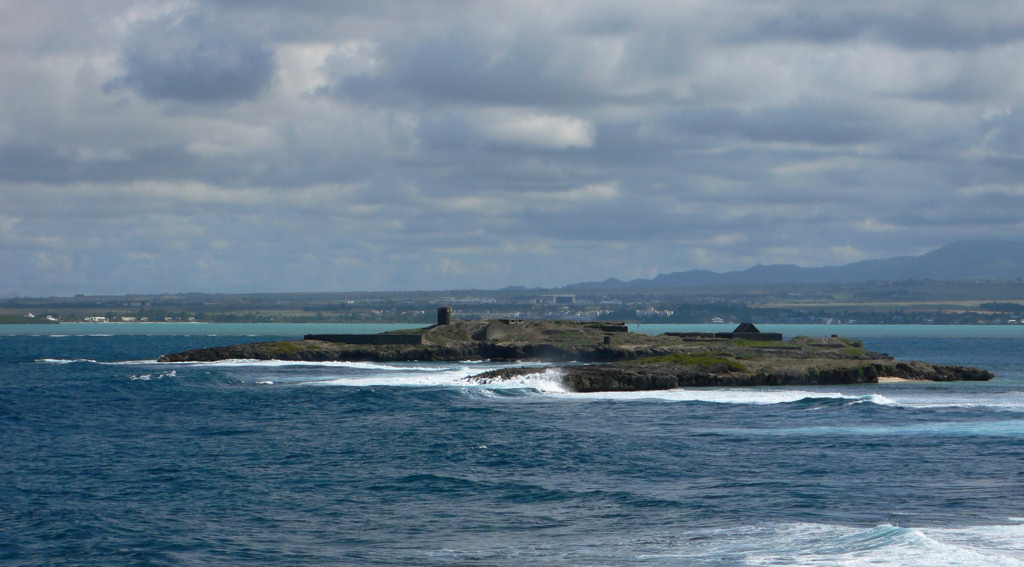
Île de la Passe von der Nachbarinsel Île aux Fouquets gesehen.
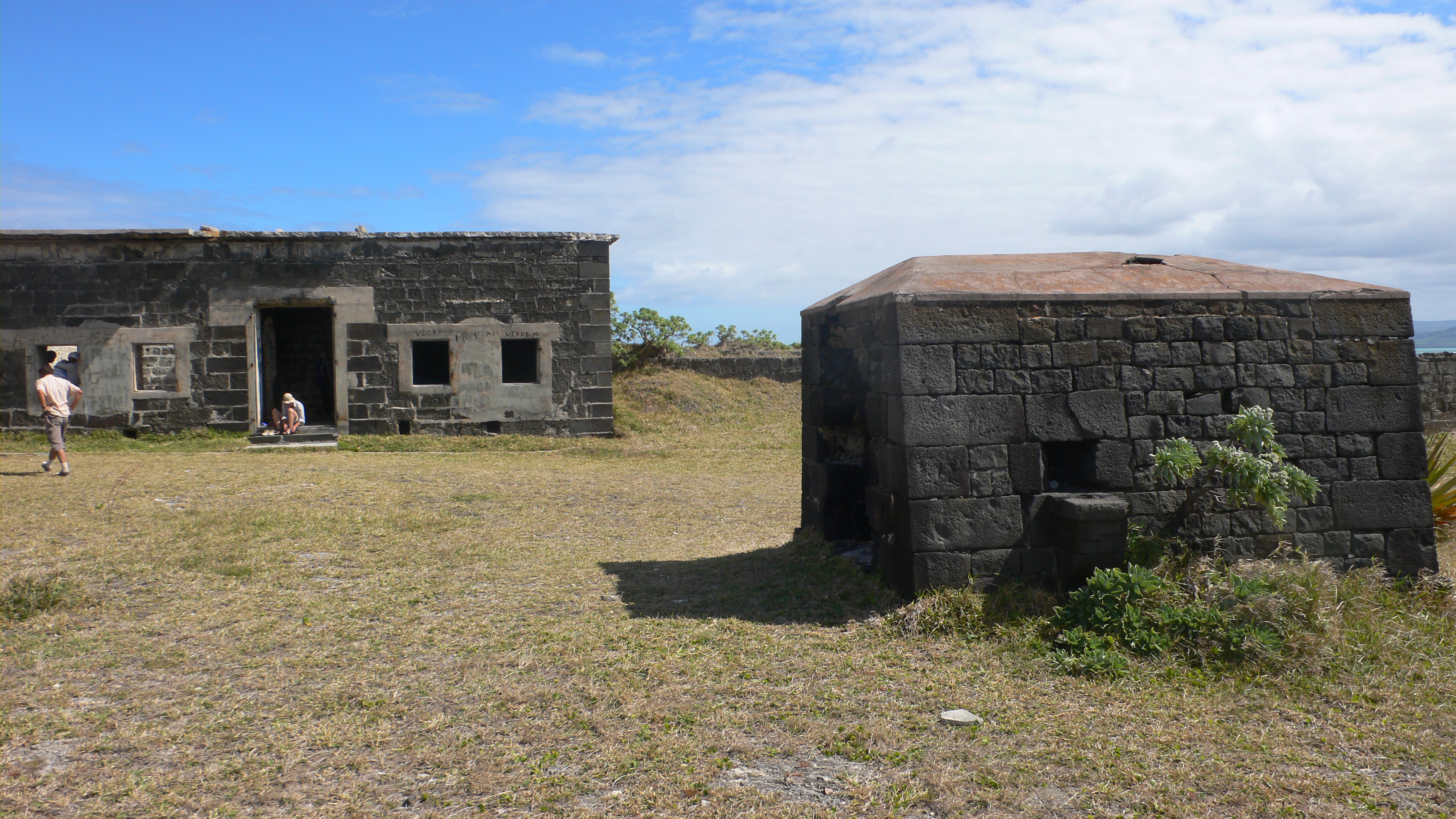
Lagerhaus und Kanonenkugelofen auf der Île de la Passe.